# Moriz Enzinger
Moriz Enzinger (* 30. Dezember 1891 in Steyr, Kronland Österreich ob der Enns, Österreich-Ungarn; † 4. Oktober 1975 in Wien) war ein österreichischer Germanist und Literaturwissenschaftler.

## Leben
Moriz Enzinger besuchte das Stiftsgymnasium Kremsmünster und studierte dann an den Universitäten Graz, Freiburg im Üechtland (Schweiz), Wien und Prag, wo er 1916 promovierte. 1922 wurde er als ordentlicher Professor für deutsche Sprache und Literatur an die Universität Innsbruck berufen. 
Am 3. Juli 1939 beantragte Enzinger die Aufnahme in die NSDAP und wurde zum 1. Januar 1940 aufgenommen (Mitgliedsnummer 7.894.173). 1945 wurde er deswegen von seiner Lehrtätigkeit suspendiert.
1954 übernahm Enzinger die Lehrkanzel für österreichische Literaturgeschichte und Allgemeine Literaturwissenschaft an der Universität Wien. Bemerkenswert ist, dass die Fakultät im Falle Enzinger erstmals seit 1945 unabhängig über die Besetzung der neuen Lehrkanzel entscheiden konnte. Er war bis zu seiner Emeritierung 1963 als Professor an dieser Universität tätig. 
Enzingers zahlreiche wissenschaftlichen Publikationen hatten ihren Schwerpunkt in der Aufarbeitung von Leben und Wirken Adalbert Stifters. Als ordentliches Mitglied des Adalbert-Stifter-Instituts des Landes Oberösterreich hatte er deshalb großen Anteil an dessen stets wachsender Bedeutung. Ein großer Teil seines Nachlasses wird im Stifterhaus (Linz) aufbewahrt.

## Werke (Auszug)
- Die Entwicklung des Wiener Theaters vom 16. zum 19. Jahrhundert (1918–1919)
- Die deutsche Tiroler Literatur (1929)
- Ferdinand Raimund und das Wiener Volkstheater (1936)
- Zwischen Legende und Historie (1946)
- Adalbert Stifters Studienjahre (1950)
- Adalbert Stifter in seiner und unserer Zeit (1956)
- Briefe an Friedrich Hebbel, I. Teil: 1840–1860, II. Teil: 1861–1863 (1973/75, gemeinsam mit Elisabeth Bruck)

## Auszeichnungen
- Österreichisches Ehrenkreuz für Wissenschaft und Kunst (1961)
- wirkliches Mitglied der Österreichischen Akademie der Wissenschaften (1963)
- Johannes-Kepler-Preis des Landes Oberösterreich (1974)